# Custio Clayton
Custio Clayton (* 5. Oktober 1987 in Dartmouth, Nova Scotia) ist ein kanadischer Profiboxer im Weltergewicht.

## Amateurkarriere
Custio Clayton bestritt als Amateur 119 Kämpfe, von denen er 105 gewann. Bei den Erwachsenen wurde er 2009, 2010 und 2012 Kanadischer Meister im Weltergewicht und war Bronzemedaillengewinner der Panamerikameisterschaften 2013.
Bei der amerikanischen Qualifikation in Rio de Janeiro erkämpfte er einen Startplatz bei den Olympischen Spielen 2012 in London, wo er Óscar Molina und Cameron Hammond besiegte, ehe er im Viertelfinale knapp mit 14:14+ gegen den späteren Silbermedaillengewinner Fred Evans ausschied.
Zudem war er Teilnehmer der Weltmeisterschaften 2011 (Niederlage in der zweiten Vorrunde gegen Errol Spence) und der Weltmeisterschaften 2013 (Niederlage im Achtelfinale gegen Arisnoide Despaigne), sowie Achtelfinalist der Commonwealth Games 2010, Viertelfinalist der Panamerikameisterschaften 2010 und Viertelfinalist der Commonwealth Games 2014.

## Profikarriere
Im November 2014 wurde er vom kanadischen Promoter Groupe Yvon Michel (GYM) unter Vertrag genommen. Sein Manager wurde Douggy Berneche, sein Trainer Daniel Trépanier.
Nach 18 Siegen in Folge konnte er am 24. Oktober 2020 gegen Sergei Lipinez um die Interims-Weltmeisterschaft der IBF im Weltergewicht boxen. Der Kampf endete nach zwölf Runden mit einem Unentschieden (Majority Draw; einmal 115:113 für Clayton, zweimal 114:114).
Im Mai 2022 verlor er durch K. o. in der zweiten Runde gegen Jaron Ennis.

### Titelgewinne bei den Profis
- 29. Juni 2019: NABA North American Champion
- 29. Juni 2019: WBO International Champion
- 26. Mai 2018: IBF Intercontinental Champion
- 16. Dezember 2017: WBO International Champion
- 15. Juni 2017: IBF International Champion
- 15. Juni 2017: WBC Continental Champion

## Privates
Custio Clayton begann im Alter von neun Jahren im Dartmouth's City of Lakes Boxing Club mit dem Boxsport und wurde unter anderem von Gary Johnson trainiert.
Er ist Vater von fünf Kindern und lebt mit seiner Freundin in North Preston.